# Oleksandr Bondarenko (calciatore 1989)
Oleksandr Ihorovyč Bondarenko (in ucraino Олександр Ігорович Бондаренко?; Kiev, 28 luglio 1989) è un ex calciatore ucraino, di ruolo attaccante.

## Caratteristiche tecniche
È un centravanti.

## Carriera
Cresciuto nel settore giovanile dell'Obolon', ha esordito in prima squadra il 24 marzo 2010 disputando l'incontro di Prem"jer-liha pareggiato 1-1 contro il Mariupol'. Nel febbraio 2013 è stato ceduto al Csákvári e sei mesi dopo ha firmato con il Kolos Kovalivka con cui è passato dalla terza divisione alla prima nell'arco di cinque stagioni.

## Palmarès

### Club

#### Competizioni nazionali
- Campionato ucraino di terza divisione: 1

Kolos Kovalivka: 2015-2016